# Považská Bystrica
Považská Bystrica (deutsch seit dem 19. Jahrhundert: Waagbistritz; ungarisch: Vágbeszterce) ist eine Stadt in der Nordwestslowakei.

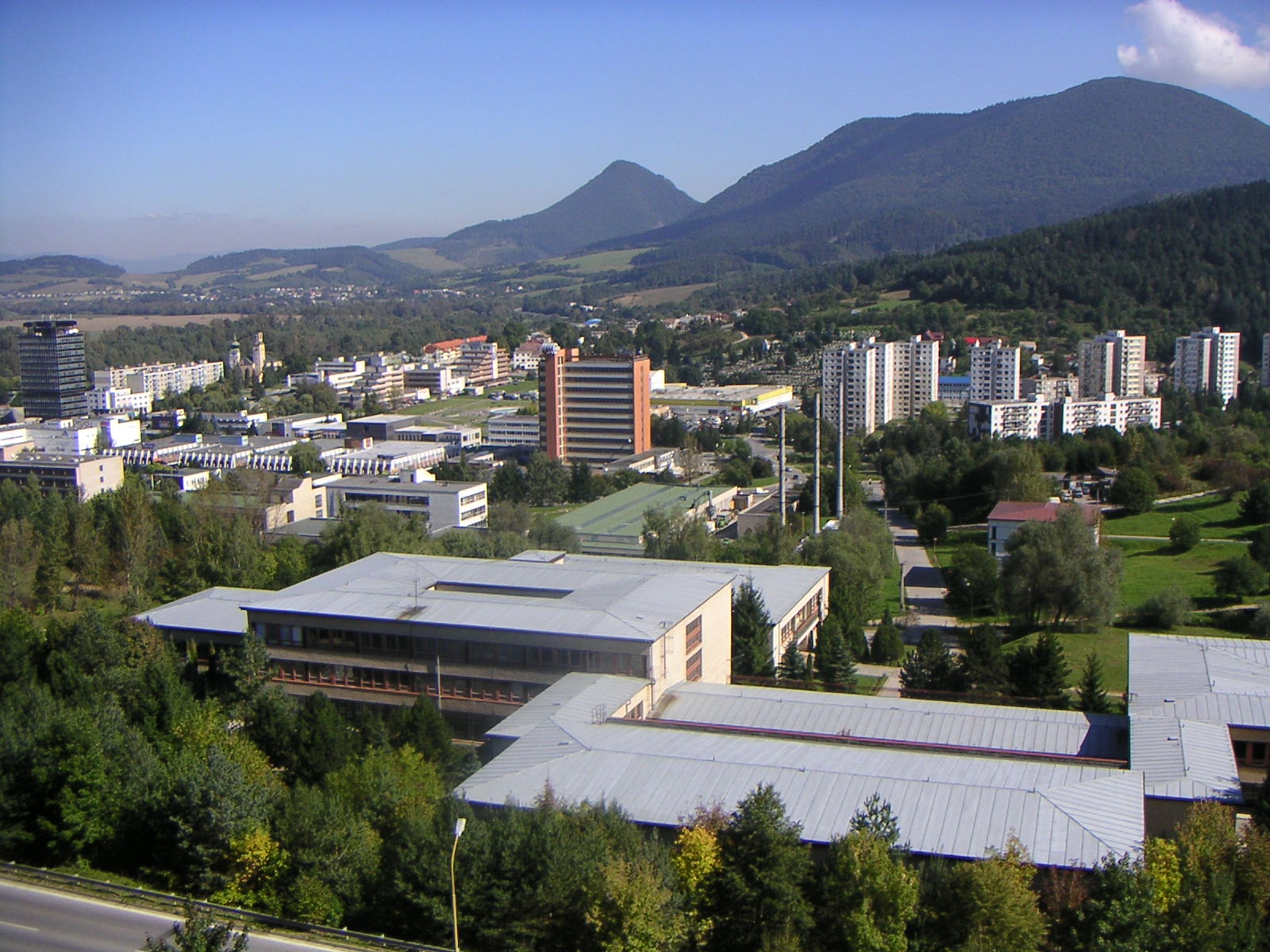
Blick auf die Stadt

## Lage
Die Stadt liegt im westlichen Norden der Slowakei an der mittleren Waag zirka 32 Kilometer südwestlich der Stadt Žilina. Sie erstreckt sich bogenförmig entlang der Waag.

## Geschichte
Der Ort ist ein alter Siedlungsplatz (Lausitzer Kultur, Puchauer Kultur). Die hier befindliche slawische/slowakische Siedlung mit zahlreichen Funden aus dem 8.–11. Jahrhundert (Zeit des Neutraer Fürstentums) war wohl die größte der Nordslowakei.
Die Burg wurde 1316, der eigentliche Ort dann 1330 zum ersten Mal als Bistrica erwähnt. 1384 bekam er das Stadtrecht verliehen. Im 14. Jahrhundert herrschten auf der Burg unter anderem die Brüder Ján und Rafael Podmanický (Pomanin/Podmaniczky), die hier ihre Basis für die Beutezüge nach Mähren und Schlesien hatten. 1432 wurde die Stadt einschließlich sämtlicher Urkunden von den Hussiten vollständig niedergebrannt, so dass der König Sigismund von Luxemburg 1435 die Stadtrechte erneut erteilen musste.
1458 schenkte König Matthias Corvinus die Stadt mit den angrenzenden 16 Dörfern und der Burg Ladislav Podmanický. Es begann damit eine lange Periode der Herrschaft dieser Adelsfamilie über weite Teile der Slowakei und des Königreichs Ungarn.
Bis 1928 waren die Haupterwerbsquellen Landwirtschaft und Handwerk. In diesem Jahr kam es zur Gründung eines Zweigwerkes der „Brünner Waffenfabrik“ (Brnenská zbrojovka), heute ein Werk für den Schwermaschinenbau.

## Bevölkerung
| Jahr:                | 1994.  | 2004.   | 2014.   | 2024.   |
| -------------------- | ------ | ------- | ------- | ------- |
| Anzahl der Personen: | 42.737 | 42.320  | 40.569  | 36.961  |
| Unterschied:         |        | -0,97 % | -4,13 % | -8,89 % |

| Jahr:                | 2023.  | 2024.   |
| -------------------- | ------ | ------- |
| Anzahl der Personen: | 37.261 | 36.961  |
| Unterschied:         |        | -0,80 % |

## Sehenswürdigkeiten
- katholische Kirche Mariä Heimsuchung, gotisch errichtet im 14. Jahrhundert, später barock umgestaltet
- Kirche des Heiligen Georg aus dem Jahre 1791

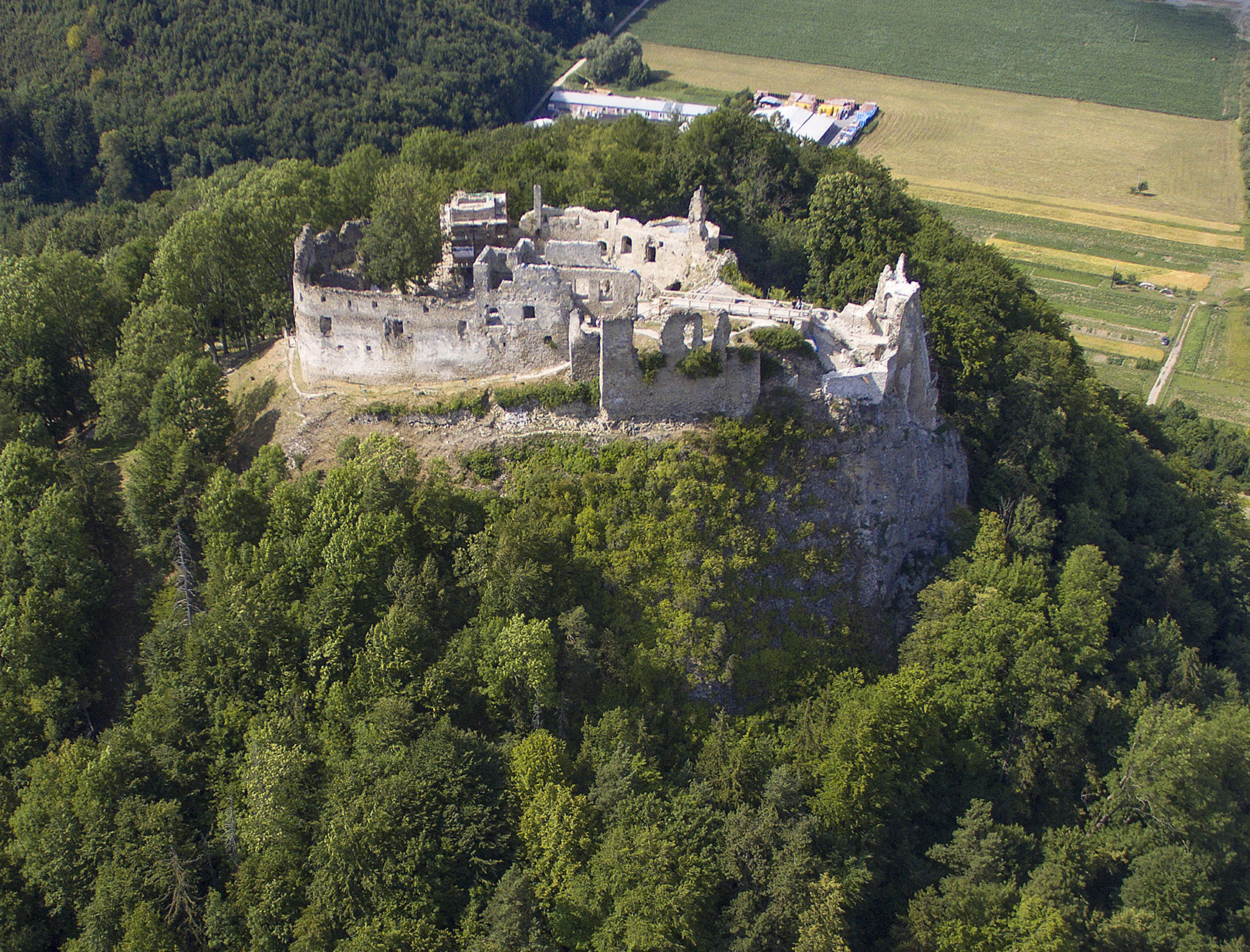
Ruinen der Waagburg (Považský hrad) oberhalb der Stadt

- barocke Helenen-Kapelle aus dem Jahre 1728 mit zwei Rokokoaltären
- Ruinen der Waagburg (Považský hrad) aus dem 14. Jahrhundert, 1543 entstanden die tiefergelegenen Teile nach einem Brand, 1698 wurde sie auf Befehl Leopolds I. geschleift.
- Renaissancekastell („die Burg“ genannt) am Fuße des Burgberges von 1631 mit zwei Türmen, diente der Burgherrschaft als neuer Wohnsitz
- „jüngeres“ Kastell, nördlich des älteren gelegen, 1750–75 im Rokokostil mit dreiflügeligem Arkadenhof errichtet
- Kastell Orlové am nördlichen Waagufer, 1612 ursprünglich in Renaissancestil errichtet, beherbergt heute ein Heimatmuseum
- Kapelle der Maria Magdalena am Kalvarienberg aus dem Jahre 1805

## Gemeindeeinteilung
Die Gemeinde besteht aus den 13 folgenden Orten (mit weiterer Unterteilung soweit vorhanden):
- Dolný Moštenec (1979 eingemeindet)
- Horný Moštenec (1979 eingemeindet)
- Milochov (1979 eingemeindet)
- Orlové (1971 eingemeindet)
- Podmanín (1980 eingemeindet)
- Podvažie (1979 eingemeindet)
- Považská Bystrica (eigentliche Stadt)
  - Centrum
  - Sídlisko Lány
  - Sídlisko SNP
  - Sídlisko Rozkvet
  - Sídlisko Hliny
  - Sídlisko Dedovec
  - Sídlisko Stred
  - Sídlisko Kolónia
- Považská Teplá (1979 eingemeindet)
- Považské Podhradie (1971 eingemeindet)
- Praznov (1980 eingemeindet)
- Šebešťanová (1979 eingemeindet)
- Vrtižer (1966 zu Považská Teplá eingemeindet)
- Zemiansky Kvašov (1971 eingemeindet)

## Verkehr

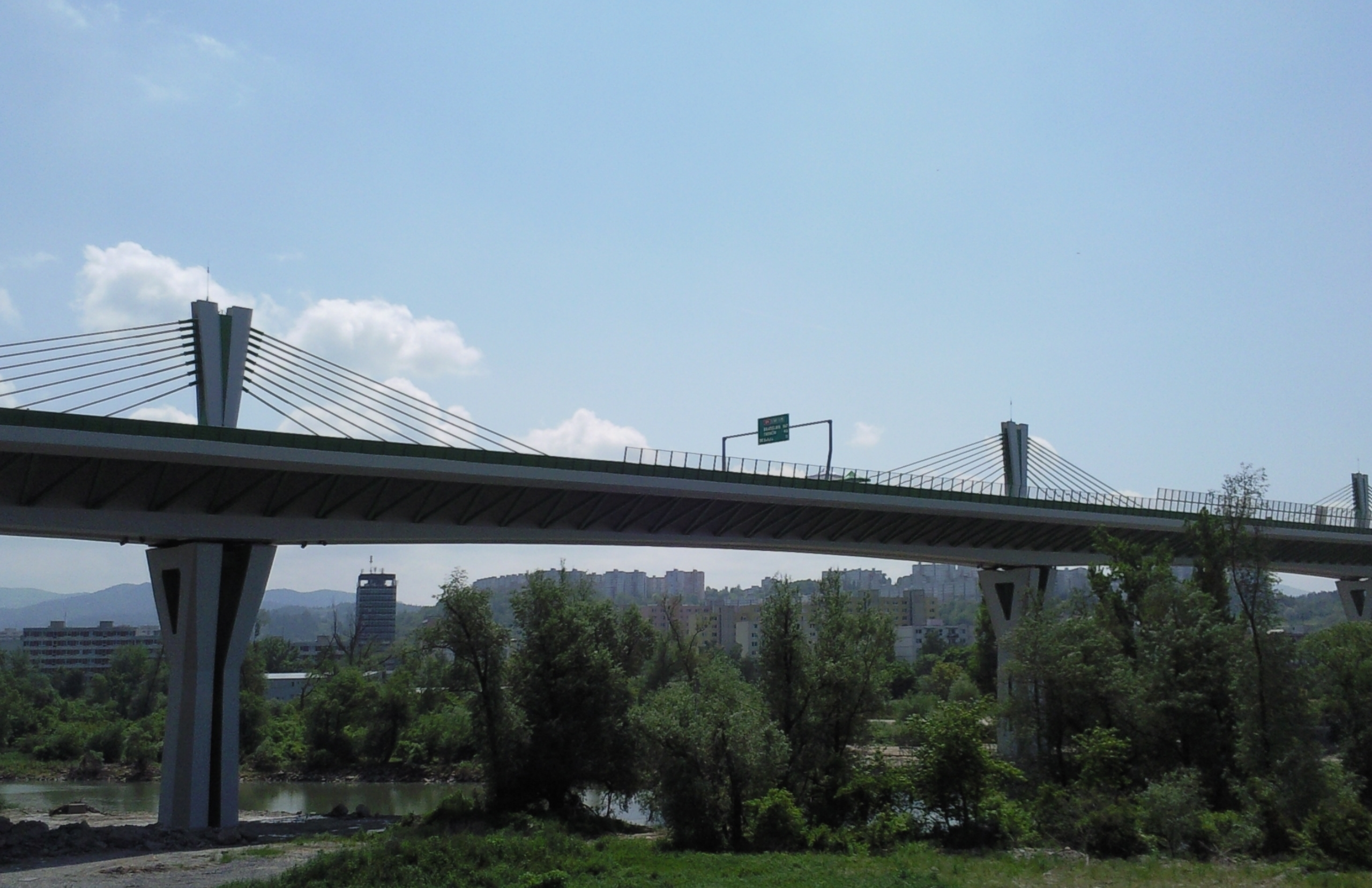
Autobahnhochstraße über die Stadt, kurz vor Eröffnung

Durch die Stadt verläuft die Hauptstraße 61 von Bratislava nach Žilina. Bis zur Eröffnung der durchgehenden Autobahn D1 am 31. Mai 2010 war die Stadt ein Nadelöhr. Da es mehrere umstrittene Trassenvarianten gab, verzögerte sich der Baubeginn der durch die Stadt führenden Hochstraße Považská Bystrica, eines Teilstückes der D1 bis in das Jahr 2008. Darüber hinaus verbinden Landesstraßen die Stadt mit Púchov, Bytča und Rajec.
Považská Bystrica liegt an der zweigleisigen Eisenbahnstrecke Bratislava-Žilina; am Bahnhof halten Schnell- und einige EuroCity-, jedoch keine Intercity-Züge.
Der öffentliche Personennahverkehr wird durch die städtische Gesellschaft MDS a.s. Považská Bystrica betrieben; es bestehen zurzeit 15 Buslinien, davon 2 Schulbus-, 1 Nachtbus- und eine kostenlose Linie (Stand Mai 2016).

## Sport
Der HK 95 Považská Bystrica ist ein Eishockeyclub, der seit 2001 an der zweitklassigen 1. Liga teilnimmt. Die Heimspiele des Vereins werden im 2.466 Zuschauer fassenden Zimný štadión Považská Bystrica ausgetragen, welches 1973 erbaut wurde.

## Söhne und Töchter
- Jozef Kukučka (* 1957), Fußballspieler
- Ivan Štefanec (* 1961), Politiker
- Marián Vajda (* 1965), Tennisspieler und Trainer
- Michal Mertiňák (* 1979), Tennisspieler
- Eva Fislová (* 1981), Tennisspielerin
- Zuzana Leharová (* 1982), Jazzmusikerin
- Dorota Nvotová (* 1982), Schauspielerin und Sängerin
- Andrej Meszároš (* 1985), Eishockeyspieler
- Anton Sloboda (* 1987), Fußballspieler
- Rastislav Dej (* 1988), Eishockeyspieler
- Lucia Vadlejch (* 1988), Leichtathletin
- Andrej Šťastný (* 1991), Eishockeyspieler
- Erik Baška (* 1994), Radrennfahrer
- Romana Halušková (* 2003), Eishockeyspielerin